# Evergetismo
El evergetismo es un término introducido en 1923 por el historiador francés André Boulanger que se deriva del verbo griego εύεργετέω y del sustantivo «evergesia», ευεργετισμός, que significa «hacer el bien» o «hacer buenas obras». También se puede escribir "euergetismo", lo que quizás sea más correcto desde el punto de vista del español. En su definición original, el evergetismo consiste, para los miembros ricos o notables de una comunidad, en la distribución de una parte de su riqueza a la misma, aparentemente de forma desinteresada. A esta persona benefactora o altruista se la llama «evergeta».  
Complementa al clientelismo, vínculo individual y personal entre el patrono (latín patronus, plural patroni, ‘patrón’) y sus clientes (latín cliens, plural clientes), como fue el caso en la Antigua Roma.

## Antigüedad
En el clientelismo se genera una clientela privada que se convierte en una mafiao crimen organizado; es lo contrario del evergetismo. En el Imperio Romano, el evergetismo era una especie de mecenazgo que no se centraba en actividades culturales, como en la época del Renacimiento, sino que se dedicaba a cuestiones sociales y políticas siempre en relación con la esfera pública. Por ejemplo, la mayor parte de los anfiteatros romanos fueron construidos con aportes de ciudadanos ricos.
El evergetismo no era lo mismo que el clientelismo, ya que no tenía como intención ganarse el favor de los clientes o conciudadanos, sino realizar agasajos colectivos. El donante se sentía importante, respetable, ganaba prestigio, en una época en la que los hombres ricos y poderosos eran también los cultivados y los gobernantes, todo en uno. Donar a su ciudad grandes obras públicas era una forma de demostrar su fortuna; después de todo era su propia ciudad, algo así como engalanar su propia casa, puesto que los que realizaban las donaciones eran los mismos que gobernaban la ciudad.
Se trataba de una especie de sistema de dádivas que les otorgaba más autoridad y hacía que la gente se pusiera a su servicio. Lo fundamental era obtener la sumisión de los otros. El gran señor les regalaba una moneda por la mañana a todos los individuos que se presentaran a rendirle sus respetos. En un momento en que comer todos los días no era lo común para las cuatro quintas partes de la población, en el imperio grecorromano, la riqueza suscitaba gran admiración entre la población sumisa. Si el hombre rico perdía su prestigio, la plebe se burlaba de él frente a su casa y eso les resultaba intolerable.

El evergetismo era una cuestión de imagen: el emperador romano, por ejemplo, sólo era evergeta en Roma, no en otras ciudades. Las críticas que recibía el evergetismo eran de tono político: había temas más importantes que darle diversiones al pueblo. Resultaba escandaloso que los ricos gastaran su dinero en placeres para la plebe, como, por ejemplo, los juegos circenses.
No lo hacían motu proprio; muchos eran presionados para ser evergetas y no podían negarse para no perder su prestigio.
Sobre todo a partir de la segunda mitad del siglo IV a. C. y antes de la época helenística, profundas evoluciones afectaron la financiación de la vida pública tal y como estaba organizada hasta entonces. Sin que el principio de esta financiación por los más ricos, al menos de manera simbólica, fuera cuestionado, la legitimidad de su designación por la ciudad no tuvo ya consenso. La idea que se difundió fue que los más ricos no contribuirían menos si se les solicitaba sin obligarles. En la misma época, hacia 355 a. C., Demóstenes y Jenofonte lo mencionan, el primero en el Contra Leptines, el segundo en Los ingresos públicos.
Esta práctica social se manifestó en el mundo helenístico y se convirtió pronto en una obligación moral para la gente rica, especialmente cuando buscaban cargos de alta magistratura, como cónsul romano (Consul) o edil curul (Aedile). La beneficencia no sólo incluía «pan y circo» (panis et circenses), sino también edificios públicos y caminos que llevaban la inscripción D.S.P.F. (De Sua Pecunia Fecit, «Hecho con su propio dinero»), junto al nombre del donante.
Desde el siglo III, la presión económica hizo cada vez más difícil practicar el evergetismo, y las construcciones y monumentos se hicieron más escasos debido a los altos costes, por lo que los magistrados fueron reacios a poner dinero. Un ejemplo de esta crisis puede verse en el Arco de Constantino, que se construyó con elementos reutilizados. El evergetismo finalizó en Occidente con la desaparición del Imperio de Occidente, mientras que en el Imperio de Oriente continuó con los emperadores y magistrados, hasta desaparecer finalmente con Justiniano, que suprimió el consulado y dejó que fuera sustituido posteriormente, en su acción social redistribuidora, por las iglesias.

## Mundo contemporáneo
Aunque el término evergetismo es ahora prácticamente desconocido, el fenómeno está presente y muy extendido en la época contemporánea. Prueba de ello son las importantes donaciones al público a través de la creación de fundaciones, voluntariado o filantropía. Parece innegable que el centro cuantitativo del evergetismo contemporáneo son los Estados Unidos, donde, por razones relacionadas con la ética calvinista, la tendencia del individuo a comportarse como evergeta está más extendida. Existe un fenómeno de evergetismo relacionado con los nuevos medios. Uno de los más obvios es quizás el concepto de código abierto que incluye la cesión gratuita de mano de obra y tiempo para beneficio de la comunidad.